# Federico Nsue
Federico Nsue Nguema (Malabo, 20 de abril de 1997) también conocido como Papa, es un futbolista hispano-ecuatoguineano. Juega como centrocampista en la selección de Guinea Ecuatorial y en el F. C. Bălți de la Superliga de Moldavia.

## Trayectoria
Federico se formó en las categorías inferiores del Cano Sport Academy, antes de ingresar en la cantera del R. C. D. Mallorca
En la temporada 2015-16, formaría parte del RCD Mallorca B de la Tercera División de España, hasta que en enero de 2016, regresa a Guinea Ecuatorial para jugar en el Cano Sport Academy.
El 17 de julio de 2022, firma por el FC Dinamo-Auto Tiraspol de la Liga 1 de  Moldavia.
El 3 de marzo de 2023, firma por el FC Bălți de la Liga 1 de  Moldavia.

## Selección nacional
Es internacional por la selección de fútbol de Guinea Ecuatorial, con la que hizo su debut el 12 de junio de 2016. En 2024, disputaría la Copa de África con el combinado ecuatoguineano.

## Clubes
| Club                       | País              | Año       |
| -------------------------- | ----------------- | --------- |
| R. C. D. Mallorca "B"      | España            | 2015-2016 |
| Cano Sport Academy         | Guinea Ecuatorial | 2016-2022 |
| F. C. Dinamo-Auto Tiraspol | Moldavia          | 2022-2023 |
| F. C. Bălți                | Moldavia          | 2023-     |